# Tour de Lombardie 2023
Le Tour de Lombardie 2023 (officiellement Il Lombardia) est la 117e édition de cette course cycliste masculine sur route. Il a lieu le 7 octobre 2023.  
entre  Côme et Bergame  sur une distance de 238 kilomètres. Il fait partie de l'UCI World Tour 2023.

## Présentation

### Parcours
Le parcours de l'édition 2023 se fait dans le sens inverse de celui de 2022 et est similaire à l'édition 2021.
Partant de Côme, les coureurs escaladent dans un premier temps la Madonna del Ghisallo dont le sommet est franchi après 38,3 km. Ils rejoignent les rives du lac de Garde puis grimpent Roncola avec un passage à 17 % (sommet après 100,9 km de course). Après la montée de Berbenno (sommet après 129 km de course), se dressent les ascensions successives du Passo de la Crocetta (sommet après 161,9 km de course) et de Zambla Alta (sommet après 174,7 km). La dernière grosse difficulté du jour est le Passo di Ganda, une ascension de 9,3 km avec une pente moyenne de 7,3 %, qui est franchi après 206,6 km de course soit à 31,4 km de l'arrivée. Après une descente sinueuse comprenant 19 virages en épingle, le parcours rejoint Bergame mais comprend une dernière courte montée de 1 300 m dont une section pavée de galets de 200 mètres avant et après la porte Garibaldi suivi par un passage à 12 %, le Colle Aperto, dont le sommet se situe à 3 200 m du terme. Les coureurs empruntent alors une dernière descente vers la ligne d'arrivée à Bergame.

### Équipes
| WorldTeams (18)- AG2R Citroën Team - Alpecin-Deceuninck - Astana Qazaqstan Team - Bahrain Victorious - Bora-Hansgrohe - Cofidis - EF Education-EasyPost - Groupama-FDJ - Ineos Grenadiers - Intermarché-Circus-Wanty - Jumbo-Visma - Lidl-Trek - Movistar Team - Soudal Quick-Step - Arkéa-Samsic - Team DSM-Firmenich - Team Jayco AlUla - UAE Team Emirates ProTeams (7)- Eolo-Kometa - Green Project-Bardiani CSF-Faizanè - Israel-Premier Tech - Lotto Dstny - Q36.5 Pro Cycling Team - TotalEnergies - Tudor Pro Cycling Team |
| |

### Favoris
Le Slovène Tadej Pogačar (UAE Emirates), double tenant du titre, est le grand favori de la course et candidat à un triplé consécutif. Il est à noter que ce triplé consécutif n'a été réalisé que deux fois par les légendes du cyclisme que sont les Italiens Alfredo Binda de 1925 à 1927 et Fausto Coppi qui a même remporté quatre victoires d'affilée de 1946 à 1949. Les autres principaux favoris pourraient être son compatriote Primož Roglič (Jumbo-Visma) et le Belge Remco Evenepoel (Soudal Quick-Step).
Parmi les autres candidats à la victoire, on peut citer l' Espagnol Enric Mas (Movistar), deuxième en 2022, les jumeaux britanniques Adam Yates (UAE Emirates) et Simon Yates (Jayco AlUla), le Français Thibaut Pinot (Groupama FDJ) qui dispute sa dernière course professionnelle, le Russe Aleksandr Vlasov (Bora Hansgrohe), le Suisse Marc Hirschi (UAE Emirates), l'Irlandais Ben Healy (EF Education), le Néerlandais Bauke Mollema (Lidl Trek), l'Équatorien Richard Carapaz (EF Education), l'Australien Ben O'Connor (AG2R Ciroën) et le Français Romain Bardet (DSM).

## Déroulement de la course
Dès le début de la course, un groupe de dix hommes bientôt rejoint par six autres coureurs fait la course en tête et compte un écart de quatre minutes sur le peloton avant que cet avantage ne commence à décroître. Au sommet de Roncola (à 135 km de l'arrivée), les seize fuyards comptent encore un peu plus de trois minutes d'avance sur le peloton. À 73 km de l'arrivée, après l'ascension du Passo de la Crocetta, les sept derniers échappés sont repris par Ben Healy (EF Education) et Oscar Onley (DSM) sortis du peloton alors que le celui-ci se situe à une quarantaine de secondes. Au sommet de Zamba Alta, à 63 km de l'arrivée, cinq hommes passent en tête avec 50 secondes d'avance sur le peloton : Healy, Onley et les trois derniers rescapés de l'échappée matinale Nicolas Prodhomme (AG2R Citroën), Martin Marcellusi et Alex Tolio (Green Project). Dans la descente, Healy et Marcellusi s'isolent en tête.
Dans l'ascension du Passo di Ganda, Healy lâche Marcellusi mais l'Irlandais est repris un peu plus loin par le peloton qui s'égraine, de nombreux coureurs lâchant prise comme Remco Evenepoel, blessé sur chute en début de course. Au passage du col du Passo di Ganda, Tadej Pogačar et Aleksandr Vlasov qui avaient attaqué à deux kilomètres du sommet sont repris juste avant le franchissement du col par Primož Roglič et un petit groupe de quatre hommes composé des frères Adam et Simon Yates, de Carlos Rodríguez et d'Andrea Bagioli. Dès le début de la descente, Pogačar attaque et creuse progressivement un écart sur les six poursuivants devenus sept à 14 km du terme à la suite du retour de Richard Carapaz. Tadej Pogačar s'impose en solitaire à Bergame et réalise un triplé sur la classique lombarde.

## Classements

### Classement de la course
| \| Classement général \| Classement général \| Classement général \| Classement général \| Classement général \| \| Coureur \| Coureur \| Pays \| Équipe \| Temps \| \| ------------------ \| ------------------ \| ------------------ \| ------------------------ \| ------------------ \| \| 1er \| Tadej Pogačar \| Slovénie \| UAE Team Emirates \| 5 h 55 min 33 s \| \| 2e \| Andrea Bagioli \| Italie \| Soudal Quick-Step \| + 52 s \| \| 3e \| Primož Roglič \| Slovénie \| Jumbo-Visma \| + 52 s \| \| 4e \| Aleksandr Vlasov \| Bannière neutre \| Bora-Hansgrohe \| + 52 s \| \| 5e \| Simon Yates \| Royaume-Uni \| Team Jayco AlUla \| + 52 s \| \| 6e \| Adam Yates \| Royaume-Uni \| UAE Team Emirates \| + 52 s \| \| 7e \| Carlos Rodríguez \| Espagne \| Ineos Grenadiers \| + 52 s \| \| 8e \| Richard Carapaz \| Équateur \| EF Education-EasyPost \| + 1 min 06 s \| \| 9e \| Remco Evenepoel \| Belgique \| Soudal Quick-Step \| + 1 min 26 s \| \| 10e \| Andreas Kron \| Danemark \| Lotto Dstny \| + 1 min 26 s \| \| 11e \| Romain Bardet \| France \| Team DSM-Firmenich \| + 1 min 26 s \| \| 12e \| Michael Woods \| Canada \| Israel-Premier Tech \| + 1 min 26 s \| \| 13e \| Rui Costa \| Portugal \| Intermarché-Circus-Wanty \| + 1 min 26 s \| \| 14e \| Maxim Van Gils \| Belgique \| Lotto Dstny \| + 1 min 30 s \| \| 15e \| Nick Schultz \| Australie \| Israel-Premier Tech \| + 1 min 50 s \| \| 16e \| Clément Berthet \| France \| AG2R Citroën Team \| + 1 min 50 s \| \| 17e \| Chris Harper \| Australie \| Team Jayco AlUla \| + 1 min 50 s \| \| 18e \| Lorenzo Fortunato \| Italie \| Eolo-Kometa \| + 1 min 50 s \| \| 19e \| Marc Hirschi \| Suisse \| UAE Team Emirates \| + 2 min 08 s \| \| 20e \| Fausto Masnada \| Italie \| Soudal Quick-Step \| + 2 min 10 s \| |                   |                 |                          |                 |
| |                   |                 |                          |                 |
| Source : ProCyclingStats |                   |                 |                          |                 |
| Classement général |                   |                 |                          |                 |
| Coureur | Coureur           | Pays            | Équipe                   | Temps           |
| 1er | Tadej Pogačar     | Slovénie        | UAE Team Emirates        | 5 h 55 min 33 s |
| 2e | Andrea Bagioli    | Italie          | Soudal Quick-Step        | + 52 s          |
| 3e | Primož Roglič     | Slovénie        | Jumbo-Visma              | + 52 s          |
| 4e | Aleksandr Vlasov  | Bannière neutre | Bora-Hansgrohe           | + 52 s          |
| 5e | Simon Yates       | Royaume-Uni     | Team Jayco AlUla         | + 52 s          |
| 6e | Adam Yates        | Royaume-Uni     | UAE Team Emirates        | + 52 s          |
| 7e | Carlos Rodríguez  | Espagne         | Ineos Grenadiers         | + 52 s          |
| 8e | Richard Carapaz   | Équateur        | EF Education-EasyPost    | + 1 min 06 s    |
| 9e | Remco Evenepoel   | Belgique        | Soudal Quick-Step        | + 1 min 26 s    |
| 10e | Andreas Kron      | Danemark        | Lotto Dstny              | + 1 min 26 s    |
| 11e | Romain Bardet     | France          | Team DSM-Firmenich       | + 1 min 26 s    |
| 12e | Michael Woods     | Canada          | Israel-Premier Tech      | + 1 min 26 s    |
| 13e | Rui Costa         | Portugal        | Intermarché-Circus-Wanty | + 1 min 26 s    |
| 14e | Maxim Van Gils    | Belgique        | Lotto Dstny              | + 1 min 30 s    |
| 15e | Nick Schultz      | Australie       | Israel-Premier Tech      | + 1 min 50 s    |
| 16e | Clément Berthet   | France          | AG2R Citroën Team        | + 1 min 50 s    |
| 17e | Chris Harper      | Australie       | Team Jayco AlUla         | + 1 min 50 s    |
| 18e | Lorenzo Fortunato | Italie          | Eolo-Kometa              | + 1 min 50 s    |
| 19e | Marc Hirschi      | Suisse          | UAE Team Emirates        | + 2 min 08 s    |
| 20e | Fausto Masnada    | Italie          | Soudal Quick-Step        | + 2 min 10 s    |

## Liste des participants
- Liste de départ complète

| Légende | Légende                                                                    | Légende | Légende                                                    |
| ------- | -------------------------------------------------------------------------- | ------- | ---------------------------------------------------------- |
| Num     | Dossard de départ porté par le coureur sur ce Tour de Lombardie            | Pos     | Position à l'arrivée de la course                          |
|         | Indique un maillot de champion national ou mondial, suivi de sa spécialité | NP      | Indique un coureur qui n'a pas pris le départ de la course |
| AB      | Indique un coureur qui n'a pas terminé la course                           | HD      | Indique un coureur qui a terminé la course hors des délais |

| UAE Team Emirates UAD | UAE Team Emirates UAD       | UAE Team Emirates UAD |
| --------------------- | --------------------------- | --------------------- |
| Num                   | Coureur                     | Pos                   |
| 1                     | Tadej Pogačar (SLO) (route) | 1er                   |
| 2                     | Sjoerd Bax (NED)            | AB                    |
| 3                     | Davide Formolo (ITA)        | AB                    |
| 4                     | Marc Hirschi (SUI) (route)  | 19e                   |
| 5                     | Rafał Majka (POL)           | 25e                   |
| 6                     | Diego Ulissi (ITA)          | 41e                   |
| 7                     | Adam Yates (GBR)            | 6e                    |

| AG2R Citroën Team ACT | AG2R Citroën Team ACT        | AG2R Citroën Team ACT |
| --------------------- | ---------------------------- | --------------------- |
| Num                   | Coureur                      | Pos                   |
| 11                    | Ben O'Connor (AUS)           | 34e                   |
| 12                    | Clément Berthet (FRA)        | 16e                   |
| 13                    | Felix Gall (AUT)             | 80e                   |
| 14                    | Valentin Paret-Peintre (FRA) | 101e                  |
| 15                    | Aurélien Paret-Peintre (FRA) | AB                    |
| 16                    | Nicolas Prodhomme (FRA)      | 42e                   |
| 17                    | Lawrence Warbasse (USA)      | AB                    |

| Alpecin-Deceuninck ADC | Alpecin-Deceuninck ADC  | Alpecin-Deceuninck ADC |
| ---------------------- | ----------------------- | ---------------------- |
| Num                    | Coureur                 | Pos                    |
| 21                     | Stefano Oldani (ITA)    | 29e                    |
| 22                     | Tobias Bayer (AUT)      | 119e                   |
| 23                     | Nicola Conci (ITA)      | 60e                    |
| 24                     | Michael Gogl (AUT)      | AB                     |
| 25                     | Jimmy Janssens (BEL)    | 89e                    |
| 26                     | Jason Osborne (GER)     | 51e                    |
| 27                     | Kristian Sbaragli (ITA) | 88e                    |

| Astana Qazaqstan Team AST | Astana Qazaqstan Team AST    | Astana Qazaqstan Team AST |
| ------------------------- | ---------------------------- | ------------------------- |
| Num                       | Coureur                      | Pos                       |
| 31                        | Simone Velasco (ITA) (route) | 104e                      |
| 32                        | Samuele Battistella (ITA)    | AB                        |
| 33                        | David de la Cruz (ESP)       | AB                        |
| 34                        | Fabio Felline (ITA)          | 112e                      |
| 35                        | Gianmarco Garofoli (ITA)     | 99e                       |
| 36                        | Gianni Moscon (ITA)          | AB                        |
| 37                        | Christian Scaroni (ITA)      | 69e                       |

| Bahrain Victorious TBV | Bahrain Victorious TBV    | Bahrain Victorious TBV |
| ---------------------- | ------------------------- | ---------------------- |
| Num                    | Coureur                   | Pos                    |
| 41                     | Mikel Landa (ESP)         | AB                     |
| 42                     | Santiago Buitrago (COL)   | 32e                    |
| 43                     | Nicolò Buratti (ITA)      | 82e                    |
| 44                     | Andrea Pasqualon (ITA)    | AB                     |
| 45                     | Hermann Pernsteiner (AUT) | 76e                    |
| 46                     | Antonio Tiberi (ITA)      | 21e                    |
| 47                     | Edoardo Zambanini (ITA)   | 107e                   |

| Bora-Hansgrohe BOH | Bora-Hansgrohe BOH             | Bora-Hansgrohe BOH |
| ------------------ | ------------------------------ | ------------------ |
| Num                | Coureur                        | Pos                |
| 51                 | Jai Hindley (AUS)              | 44e                |
| 52                 | Giovanni Aleotti (ITA)         | AB                 |
| 53                 | Emanuel Buchmann (GER) (route) | 59e                |
| 54                 | Sergio Higuita (COL)           | AB                 |
| 55                 | Bob Jungels (LUX)              | 67e                |
| 56                 | Aleksandr Vlasov               | 4e                 |
| 57                 | Frederik Wandahl (DEN)         | AB                 |

| Cofidis COF | Cofidis COF            | Cofidis COF |
| ----------- | ---------------------- | ----------- |
| Num         | Coureur                | Pos         |
| 61          | Guillaume Martin (FRA) | 52e         |
| 62          | Ion Izagirre (ESP)     | 40e         |
| 63          | Victor Lafay (FRA)     | AB          |
| 64          | Axel Mariault (FRA)    | HD          |
| 65          | Simon Geschke (GER)    | 90e         |
| 66          | Hugo Toumire (FRA)     | 118e        |
| 67          | Harrison Wood (GBR)    | AB          |

| EF Education-EasyPost EFE | EF Education-EasyPost EFE     | EF Education-EasyPost EFE |
| ------------------------- | ----------------------------- | ------------------------- |
| Num                       | Coureur                       | Pos                       |
| 71                        | Richard Carapaz (ECU) (route) | 8e                        |
| 72                        | Jonathan Caicedo (ECU)        | 116e                      |
| 73                        | Esteban Chaves (COL) (route)  | 75e                       |
| 74                        | Ben Healy (IRL) (route)       | 30e                       |
| 75                        | Mikkel Honoré (DEN)           | AB                        |
| 76                        | Andrea Piccolo (ITA)          | 100e                      |
| 77                        | Rigoberto Urán (COL)          | 35e                       |

| Eolo-Kometa EOK | Eolo-Kometa EOK           | Eolo-Kometa EOK |
| --------------- | ------------------------- | --------------- |
| Num             | Coureur                   | Pos             |
| 81              | Lorenzo Fortunato (ITA)   | 18e             |
| 82              | Mattia Bais (ITA)         | 61e             |
| 83              | Alessandro Fancellu (ITA) | AB              |
| 84              | Erik Fetter (HUN)         | 46e             |
| 85              | Andrea Garosio (ITA)      | 86e             |
| 86              | Davide Piganzoli (ITA)    | 28e             |
| 87              | Diego Pablo Sevilla (ESP) | 71e             |

| Green Project-Bardiani CSF-Faizanè BCF | Green Project-Bardiani CSF-Faizanè BCF | Green Project-Bardiani CSF-Faizanè BCF |
| -------------------------------------- | -------------------------------------- | -------------------------------------- |
| Num                                    | Coureur                                | Pos                                    |
| 91                                     | Luca Covili (ITA)                      | 55e                                    |
| 92                                     | Riccardo Lucca (ITA)                   | 115e                                   |
| 93                                     | Filippo Magli (ITA)                    | 87e                                    |
| 94                                     | Martin Marcellusi (ITA)                | 53e                                    |
| 95                                     | Henok Mulubrhan (ERI)                  | 113e                                   |
| 96                                     | Alex Tolio (ITA)                       | 68e                                    |
| 97                                     | Alessandro Tonelli (ITA)               | AB                                     |

| Groupama-FDJ GFC | Groupama-FDJ GFC               | Groupama-FDJ GFC |
| ---------------- | ------------------------------ | ---------------- |
| Num              | Coureur                        | Pos              |
| 101              | Thibaut Pinot (FRA)            | 37e              |
| 102              | Romain Grégoire (FRA)          | 91e              |
| 103              | Valentin Madouas (FRA) (route) | 27e              |
| 104              | Lenny Martinez (FRA)           | AB               |
| 105              | Rudy Molard (FRA)              | 39e              |
| 106              | Quentin Pacher (FRA)           | 38e              |
| 107              | Lars van den Berg (NED)        | 121e             |

| Ineos Grenadiers IGD | Ineos Grenadiers IGD   | Ineos Grenadiers IGD |
| -------------------- | ---------------------- | -------------------- |
| Num                  | Coureur                | Pos                  |
| 111                  | Carlos Rodríguez (ESP) | 7e                   |
| 112                  | Filippo Ganna (ITA)    | 117e                 |
| 113                  | Salvatore Puccio (ITA) | AB                   |
| 114                  | Magnus Sheffield (USA) | 111e                 |
| 115                  | Pavel Sivakov (FRA)    | 45e                  |
| 116                  | Ben Swift (GBR)        | 103e                 |
| 117                  | Ben Turner (GBR)       | AB                   |

| Intermarché-Circus-Wanty ICW | Intermarché-Circus-Wanty ICW | Intermarché-Circus-Wanty ICW |
| ---------------------------- | ---------------------------- | ---------------------------- |
| Num                          | Coureur                      | Pos                          |
| 121                          | Rui Costa (POR)              | 13e                          |
| 122                          | Niccolò Bonifazio (ITA)      | AB                           |
| 123                          | Louis Meintjes (RSA)         | AB                           |
| 124                          | Simone Petilli (ITA)         | 93e                          |
| 125                          | Lorenzo Rota (ITA)           | AB                           |
| 126                          | Rein Taaramäe (EST)          | AB                           |
| 127                          | Georg Zimmermann (GER)       | 95e                          |

| Israel-Premier Tech IPT | Israel-Premier Tech IPT | Israel-Premier Tech IPT |
| ----------------------- | ----------------------- | ----------------------- |
| Num                     | Coureur                 | Pos                     |
| 131                     | Jakob Fuglsang (DEN)    | 62e                     |
| 132                     | Hugo Houle (CAN)        | AB                      |
| 133                     | Krists Neilands (LAT)   | AB                      |
| 134                     | Nick Schultz (AUS)      | 15e                     |
| 135                     | Dylan Teuns (BEL)       | AB                      |
| 136                     | Stephen Williams (GBR)  | AB                      |
| 137                     | Michael Woods (CAN)     | 12e                     |

| Jumbo-Visma TJV | Jumbo-Visma TJV             | Jumbo-Visma TJV |
| --------------- | --------------------------- | --------------- |
| Num             | Coureur                     | Pos             |
| 141             | Primož Roglič (SLO)         | 3e              |
| 142             | Tiesj Benoot (BEL)          | 63e             |
| 143             | Koen Bouwman (NED)          | 105e            |
| 144             | Wilco Kelderman (NED)       | 65e             |
| 145             | Sam Oomen (NED)             | AB              |
| 146             | Jan Tratnik (SLO)           | 47e             |
| 147             | Attila Valter (HUN) (route) | 22e             |

| Lidl-Trek LTK | Lidl-Trek LTK                 | Lidl-Trek LTK |
| ------------- | ----------------------------- | ------------- |
| Num           | Coureur                       | Pos           |
| 151           | Bauke Mollema (NED)           | 43e           |
| 152           | Julien Bernard (FRA)          | 74e           |
| 153           | Amanuel Ghebreigzabhier (ERI) | 78e           |
| 154           | Asbjørn Hellemose (DEN)       | 73e           |
| 155           | Juan Pedro López (ESP)        | AB            |
| 156           | Jacopo Mosca (ITA)            | 110e          |
| 157           | Natnael Tesfatsion (ERI)      | 84e           |

| Lotto Dstny LTD | Lotto Dstny LTD           | Lotto Dstny LTD |
| --------------- | ------------------------- | --------------- |
| Num             | Coureur                   | Pos             |
| 161             | Thomas De Gendt (BEL)     | AB              |
| 162             | Andreas Kron (DEN)        | 10e             |
| 163             | Sylvain Moniquet (BEL)    | 64e             |
| 164             | Mathijs Paasschens (NED)  | AB              |
| 165             | Eduardo Sepúlveda (ARG)   | 54e             |
| 166             | Lennert Van Eetvelt (BEL) | AB              |
| 167             | Maxim Van Gils (BEL)      | 14e             |

| Movistar Team MOV | Movistar Team MOV                  | Movistar Team MOV |
| ----------------- | ---------------------------------- | ----------------- |
| Num               | Coureur                            | Pos               |
| 171               | Enric Mas (ESP)                    | AB                |
| 172               | William Barta (USA)                | 97e               |
| 173               | Imanol Erviti (ESP)                | 96e               |
| 174               | Matteo Jorgenson (USA)             | 23e               |
| 175               | Gregor Mühlberger (AUT) (route)    | 48e               |
| 176               | Óscar Rodríguez Garaicoechea (ESP) | 98e               |
| 177               | Carlos Verona (ESP)                | 58e               |

| Q36.5 Pro Cycling Team Q36 | Q36.5 Pro Cycling Team Q36 | Q36.5 Pro Cycling Team Q36 |
| -------------------------- | -------------------------- | -------------------------- |
| Num                        | Coureur                    | Pos                        |
| 181                        | Gianluca Brambilla (ITA)   | 81e                        |
| 182                        | Negasi Abreha (ETH)        | AB                         |
| 183                        | Walter Calzoni (ITA)       | AB                         |
| 184                        | Corey Davis (USA)          | AB                         |
| 185                        | Mark Donovan (GBR)         | 72e                        |
| 186                        | Damien Howson (AUS)        | HD                         |
| 187                        | Kamil Małecki (POL)        | AB                         |

| Soudal Quick-Step SOQ | Soudal Quick-Step SOQ         | Soudal Quick-Step SOQ |
| --------------------- | ----------------------------- | --------------------- |
| Num                   | Coureur                       | Pos                   |
| 191                   | Remco Evenepoel (BEL) (route) | 9e                    |
| 192                   | Julian Alaphilippe (FRA)      | 36e                   |
| 193                   | Andrea Bagioli (ITA)          | 2e                    |
| 194                   | Mattia Cattaneo (ITA)         | 70e                   |
| 195                   | Fausto Masnada (ITA)          | 20e                   |
| 196                   | Ilan Van Wilder (BEL)         | 66e                   |
| 197                   | Mauri Vansevenant (BEL)       | 31e                   |

| Arkéa-Samsic ARK | Arkéa-Samsic ARK          | Arkéa-Samsic ARK |
| ---------------- | ------------------------- | ---------------- |
| Num              | Coureur                   | Pos              |
| 201              | Warren Barguil (FRA)      | 24e              |
| 202              | Ewen Costiou (FRA)        | 92e              |
| 203              | Clément Champoussin (FRA) | 26e              |
| 204              | Simon Guglielmi (FRA)     | AB               |
| 205              | Anthony Delaplace (FRA)   | AB               |
| 206              | Kévin Vauquelin (FRA)     | AB               |
| 207              | Alessandro Verre (ITA)    | AB               |

| Team DSM-Firmenich DSM | Team DSM-Firmenich DSM        | Team DSM-Firmenich DSM |
| ---------------------- | ----------------------------- | ---------------------- |
| Num                    | Coureur                       | Pos                    |
| 211                    | Romain Bardet (FRA)           | 11e                    |
| 212                    | Matthew Dinham (AUS)          | 102e                   |
| 213                    | Chris Hamilton (AUS)          | 56e                    |
| 214                    | Oscar Onley (GBR)             | 77e                    |
| 215                    | Jonas Iversby Hvideberg (NOR) | 108e                   |
| 216                    | Florian Stork (GER)           | 57e                    |
| 217                    | Kevin Vermaerke (USA)         | AB                     |

| Team Jayco AlUla JAY | Team Jayco AlUla JAY       | Team Jayco AlUla JAY |
| -------------------- | -------------------------- | -------------------- |
| Num                  | Coureur                    | Pos                  |
| 221                  | Simon Yates (GBR)          | 5e                   |
| 222                  | Kevin Colleoni (ITA)       | AB                   |
| 223                  | Alessandro De Marchi (ITA) | 114e                 |
| 224                  | Eddie Dunbar (IRL)         | 106e                 |
| 225                  | Lucas Hamilton (AUS)       | 122e                 |
| 226                  | Chris Harper (AUS)         | 17e                  |
| 227                  | Filippo Zana (ITA)         | 79e                  |

| TotalEnergies TEN | TotalEnergies TEN       | TotalEnergies TEN |
| ----------------- | ----------------------- | ----------------- |
| Num               | Coureur                 | Pos               |
| 231               | Pierre Latour (FRA)     | 33e               |
| 232               | Jérémy Cabot (FRA)      | 49e               |
| 233               | Fabien Grellier (FRA)   | AB                |
| 234               | Valentin Ferron (FRA)   | AB                |
| 235               | Paul Ourselin (FRA)     | 50e               |
| 236               | Mattéo Vercher (FRA)    | AB                |
| 237               | Alexis Vuillermoz (FRA) | 94e               |

| Tudor Pro Cycling Team TUD | Tudor Pro Cycling Team TUD  | Tudor Pro Cycling Team TUD |
| -------------------------- | --------------------------- | -------------------------- |
| Num                        | Coureur                     | Pos                        |
| 241                        | Simon Pellaud (SUI)         | AB                         |
| 242                        | Jacob Eriksson (SWE)        | AB                         |
| 243                        | Nils Brun (SUI)             | 109e                       |
| 244                        | Arthur Kluckers (LUX)       | AB                         |
| 245                        | Sébastien Reichenbach (SUI) | 83e                        |
| 246                        | Yannis Voisard (SUI)        | 85e                        |
| 247                        | Hannes Wilksch (GER)        | 120e                       |

| UAE Team Emirates UAD | UAE Team Emirates UAD       | UAE Team Emirates UAD |
| --------------------- | --------------------------- | --------------------- |
| Num                   | Coureur                     | Pos                   |
| 1                     | Tadej Pogačar (SLO) (route) | 1er                   |
| 2                     | Sjoerd Bax (NED)            | AB                    |
| 3                     | Davide Formolo (ITA)        | AB                    |
| 4                     | Marc Hirschi (SUI) (route)  | 19e                   |
| 5                     | Rafał Majka (POL)           | 25e                   |
| 6                     | Diego Ulissi (ITA)          | 41e                   |
| 7                     | Adam Yates (GBR)            | 6e                    |

| AG2R Citroën Team ACT | AG2R Citroën Team ACT        | AG2R Citroën Team ACT |
| --------------------- | ---------------------------- | --------------------- |
| Num                   | Coureur                      | Pos                   |
| 11                    | Ben O'Connor (AUS)           | 34e                   |
| 12                    | Clément Berthet (FRA)        | 16e                   |
| 13                    | Felix Gall (AUT)             | 80e                   |
| 14                    | Valentin Paret-Peintre (FRA) | 101e                  |
| 15                    | Aurélien Paret-Peintre (FRA) | AB                    |
| 16                    | Nicolas Prodhomme (FRA)      | 42e                   |
| 17                    | Lawrence Warbasse (USA)      | AB                    |

| Alpecin-Deceuninck ADC | Alpecin-Deceuninck ADC  | Alpecin-Deceuninck ADC |
| ---------------------- | ----------------------- | ---------------------- |
| Num                    | Coureur                 | Pos                    |
| 21                     | Stefano Oldani (ITA)    | 29e                    |
| 22                     | Tobias Bayer (AUT)      | 119e                   |
| 23                     | Nicola Conci (ITA)      | 60e                    |
| 24                     | Michael Gogl (AUT)      | AB                     |
| 25                     | Jimmy Janssens (BEL)    | 89e                    |
| 26                     | Jason Osborne (GER)     | 51e                    |
| 27                     | Kristian Sbaragli (ITA) | 88e                    |

| Astana Qazaqstan Team AST | Astana Qazaqstan Team AST    | Astana Qazaqstan Team AST |
| ------------------------- | ---------------------------- | ------------------------- |
| Num                       | Coureur                      | Pos                       |
| 31                        | Simone Velasco (ITA) (route) | 104e                      |
| 32                        | Samuele Battistella (ITA)    | AB                        |
| 33                        | David de la Cruz (ESP)       | AB                        |
| 34                        | Fabio Felline (ITA)          | 112e                      |
| 35                        | Gianmarco Garofoli (ITA)     | 99e                       |
| 36                        | Gianni Moscon (ITA)          | AB                        |
| 37                        | Christian Scaroni (ITA)      | 69e                       |

| Bahrain Victorious TBV | Bahrain Victorious TBV    | Bahrain Victorious TBV |
| ---------------------- | ------------------------- | ---------------------- |
| Num                    | Coureur                   | Pos                    |
| 41                     | Mikel Landa (ESP)         | AB                     |
| 42                     | Santiago Buitrago (COL)   | 32e                    |
| 43                     | Nicolò Buratti (ITA)      | 82e                    |
| 44                     | Andrea Pasqualon (ITA)    | AB                     |
| 45                     | Hermann Pernsteiner (AUT) | 76e                    |
| 46                     | Antonio Tiberi (ITA)      | 21e                    |
| 47                     | Edoardo Zambanini (ITA)   | 107e                   |

| Bora-Hansgrohe BOH | Bora-Hansgrohe BOH             | Bora-Hansgrohe BOH |
| ------------------ | ------------------------------ | ------------------ |
| Num                | Coureur                        | Pos                |
| 51                 | Jai Hindley (AUS)              | 44e                |
| 52                 | Giovanni Aleotti (ITA)         | AB                 |
| 53                 | Emanuel Buchmann (GER) (route) | 59e                |
| 54                 | Sergio Higuita (COL)           | AB                 |
| 55                 | Bob Jungels (LUX)              | 67e                |
| 56                 | Aleksandr Vlasov               | 4e                 |
| 57                 | Frederik Wandahl (DEN)         | AB                 |

| Cofidis COF | Cofidis COF            | Cofidis COF |
| ----------- | ---------------------- | ----------- |
| Num         | Coureur                | Pos         |
| 61          | Guillaume Martin (FRA) | 52e         |
| 62          | Ion Izagirre (ESP)     | 40e         |
| 63          | Victor Lafay (FRA)     | AB          |
| 64          | Axel Mariault (FRA)    | HD          |
| 65          | Simon Geschke (GER)    | 90e         |
| 66          | Hugo Toumire (FRA)     | 118e        |
| 67          | Harrison Wood (GBR)    | AB          |

| EF Education-EasyPost EFE | EF Education-EasyPost EFE     | EF Education-EasyPost EFE |
| ------------------------- | ----------------------------- | ------------------------- |
| Num                       | Coureur                       | Pos                       |
| 71                        | Richard Carapaz (ECU) (route) | 8e                        |
| 72                        | Jonathan Caicedo (ECU)        | 116e                      |
| 73                        | Esteban Chaves (COL) (route)  | 75e                       |
| 74                        | Ben Healy (IRL) (route)       | 30e                       |
| 75                        | Mikkel Honoré (DEN)           | AB                        |
| 76                        | Andrea Piccolo (ITA)          | 100e                      |
| 77                        | Rigoberto Urán (COL)          | 35e                       |

| Eolo-Kometa EOK | Eolo-Kometa EOK           | Eolo-Kometa EOK |
| --------------- | ------------------------- | --------------- |
| Num             | Coureur                   | Pos             |
| 81              | Lorenzo Fortunato (ITA)   | 18e             |
| 82              | Mattia Bais (ITA)         | 61e             |
| 83              | Alessandro Fancellu (ITA) | AB              |
| 84              | Erik Fetter (HUN)         | 46e             |
| 85              | Andrea Garosio (ITA)      | 86e             |
| 86              | Davide Piganzoli (ITA)    | 28e             |
| 87              | Diego Pablo Sevilla (ESP) | 71e             |

| Green Project-Bardiani CSF-Faizanè BCF | Green Project-Bardiani CSF-Faizanè BCF | Green Project-Bardiani CSF-Faizanè BCF |
| -------------------------------------- | -------------------------------------- | -------------------------------------- |
| Num                                    | Coureur                                | Pos                                    |
| 91                                     | Luca Covili (ITA)                      | 55e                                    |
| 92                                     | Riccardo Lucca (ITA)                   | 115e                                   |
| 93                                     | Filippo Magli (ITA)                    | 87e                                    |
| 94                                     | Martin Marcellusi (ITA)                | 53e                                    |
| 95                                     | Henok Mulubrhan (ERI)                  | 113e                                   |
| 96                                     | Alex Tolio (ITA)                       | 68e                                    |
| 97                                     | Alessandro Tonelli (ITA)               | AB                                     |

| Groupama-FDJ GFC | Groupama-FDJ GFC               | Groupama-FDJ GFC |
| ---------------- | ------------------------------ | ---------------- |
| Num              | Coureur                        | Pos              |
| 101              | Thibaut Pinot (FRA)            | 37e              |
| 102              | Romain Grégoire (FRA)          | 91e              |
| 103              | Valentin Madouas (FRA) (route) | 27e              |
| 104              | Lenny Martinez (FRA)           | AB               |
| 105              | Rudy Molard (FRA)              | 39e              |
| 106              | Quentin Pacher (FRA)           | 38e              |
| 107              | Lars van den Berg (NED)        | 121e             |

| Ineos Grenadiers IGD | Ineos Grenadiers IGD   | Ineos Grenadiers IGD |
| -------------------- | ---------------------- | -------------------- |
| Num                  | Coureur                | Pos                  |
| 111                  | Carlos Rodríguez (ESP) | 7e                   |
| 112                  | Filippo Ganna (ITA)    | 117e                 |
| 113                  | Salvatore Puccio (ITA) | AB                   |
| 114                  | Magnus Sheffield (USA) | 111e                 |
| 115                  | Pavel Sivakov (FRA)    | 45e                  |
| 116                  | Ben Swift (GBR)        | 103e                 |
| 117                  | Ben Turner (GBR)       | AB                   |

| Intermarché-Circus-Wanty ICW | Intermarché-Circus-Wanty ICW | Intermarché-Circus-Wanty ICW |
| ---------------------------- | ---------------------------- | ---------------------------- |
| Num                          | Coureur                      | Pos                          |
| 121                          | Rui Costa (POR)              | 13e                          |
| 122                          | Niccolò Bonifazio (ITA)      | AB                           |
| 123                          | Louis Meintjes (RSA)         | AB                           |
| 124                          | Simone Petilli (ITA)         | 93e                          |
| 125                          | Lorenzo Rota (ITA)           | AB                           |
| 126                          | Rein Taaramäe (EST)          | AB                           |
| 127                          | Georg Zimmermann (GER)       | 95e                          |

| Israel-Premier Tech IPT | Israel-Premier Tech IPT | Israel-Premier Tech IPT |
| ----------------------- | ----------------------- | ----------------------- |
| Num                     | Coureur                 | Pos                     |
| 131                     | Jakob Fuglsang (DEN)    | 62e                     |
| 132                     | Hugo Houle (CAN)        | AB                      |
| 133                     | Krists Neilands (LAT)   | AB                      |
| 134                     | Nick Schultz (AUS)      | 15e                     |
| 135                     | Dylan Teuns (BEL)       | AB                      |
| 136                     | Stephen Williams (GBR)  | AB                      |
| 137                     | Michael Woods (CAN)     | 12e                     |

| Jumbo-Visma TJV | Jumbo-Visma TJV             | Jumbo-Visma TJV |
| --------------- | --------------------------- | --------------- |
| Num             | Coureur                     | Pos             |
| 141             | Primož Roglič (SLO)         | 3e              |
| 142             | Tiesj Benoot (BEL)          | 63e             |
| 143             | Koen Bouwman (NED)          | 105e            |
| 144             | Wilco Kelderman (NED)       | 65e             |
| 145             | Sam Oomen (NED)             | AB              |
| 146             | Jan Tratnik (SLO)           | 47e             |
| 147             | Attila Valter (HUN) (route) | 22e             |

| Lidl-Trek LTK | Lidl-Trek LTK                 | Lidl-Trek LTK |
| ------------- | ----------------------------- | ------------- |
| Num           | Coureur                       | Pos           |
| 151           | Bauke Mollema (NED)           | 43e           |
| 152           | Julien Bernard (FRA)          | 74e           |
| 153           | Amanuel Ghebreigzabhier (ERI) | 78e           |
| 154           | Asbjørn Hellemose (DEN)       | 73e           |
| 155           | Juan Pedro López (ESP)        | AB            |
| 156           | Jacopo Mosca (ITA)            | 110e          |
| 157           | Natnael Tesfatsion (ERI)      | 84e           |

| Lotto Dstny LTD | Lotto Dstny LTD           | Lotto Dstny LTD |
| --------------- | ------------------------- | --------------- |
| Num             | Coureur                   | Pos             |
| 161             | Thomas De Gendt (BEL)     | AB              |
| 162             | Andreas Kron (DEN)        | 10e             |
| 163             | Sylvain Moniquet (BEL)    | 64e             |
| 164             | Mathijs Paasschens (NED)  | AB              |
| 165             | Eduardo Sepúlveda (ARG)   | 54e             |
| 166             | Lennert Van Eetvelt (BEL) | AB              |
| 167             | Maxim Van Gils (BEL)      | 14e             |

| Movistar Team MOV | Movistar Team MOV                  | Movistar Team MOV |
| ----------------- | ---------------------------------- | ----------------- |
| Num               | Coureur                            | Pos               |
| 171               | Enric Mas (ESP)                    | AB                |
| 172               | William Barta (USA)                | 97e               |
| 173               | Imanol Erviti (ESP)                | 96e               |
| 174               | Matteo Jorgenson (USA)             | 23e               |
| 175               | Gregor Mühlberger (AUT) (route)    | 48e               |
| 176               | Óscar Rodríguez Garaicoechea (ESP) | 98e               |
| 177               | Carlos Verona (ESP)                | 58e               |

| Q36.5 Pro Cycling Team Q36 | Q36.5 Pro Cycling Team Q36 | Q36.5 Pro Cycling Team Q36 |
| -------------------------- | -------------------------- | -------------------------- |
| Num                        | Coureur                    | Pos                        |
| 181                        | Gianluca Brambilla (ITA)   | 81e                        |
| 182                        | Negasi Abreha (ETH)        | AB                         |
| 183                        | Walter Calzoni (ITA)       | AB                         |
| 184                        | Corey Davis (USA)          | AB                         |
| 185                        | Mark Donovan (GBR)         | 72e                        |
| 186                        | Damien Howson (AUS)        | HD                         |
| 187                        | Kamil Małecki (POL)        | AB                         |

| Soudal Quick-Step SOQ | Soudal Quick-Step SOQ         | Soudal Quick-Step SOQ |
| --------------------- | ----------------------------- | --------------------- |
| Num                   | Coureur                       | Pos                   |
| 191                   | Remco Evenepoel (BEL) (route) | 9e                    |
| 192                   | Julian Alaphilippe (FRA)      | 36e                   |
| 193                   | Andrea Bagioli (ITA)          | 2e                    |
| 194                   | Mattia Cattaneo (ITA)         | 70e                   |
| 195                   | Fausto Masnada (ITA)          | 20e                   |
| 196                   | Ilan Van Wilder (BEL)         | 66e                   |
| 197                   | Mauri Vansevenant (BEL)       | 31e                   |

| Arkéa-Samsic ARK | Arkéa-Samsic ARK          | Arkéa-Samsic ARK |
| ---------------- | ------------------------- | ---------------- |
| Num              | Coureur                   | Pos              |
| 201              | Warren Barguil (FRA)      | 24e              |
| 202              | Ewen Costiou (FRA)        | 92e              |
| 203              | Clément Champoussin (FRA) | 26e              |
| 204              | Simon Guglielmi (FRA)     | AB               |
| 205              | Anthony Delaplace (FRA)   | AB               |
| 206              | Kévin Vauquelin (FRA)     | AB               |
| 207              | Alessandro Verre (ITA)    | AB               |

| Team DSM-Firmenich DSM | Team DSM-Firmenich DSM        | Team DSM-Firmenich DSM |
| ---------------------- | ----------------------------- | ---------------------- |
| Num                    | Coureur                       | Pos                    |
| 211                    | Romain Bardet (FRA)           | 11e                    |
| 212                    | Matthew Dinham (AUS)          | 102e                   |
| 213                    | Chris Hamilton (AUS)          | 56e                    |
| 214                    | Oscar Onley (GBR)             | 77e                    |
| 215                    | Jonas Iversby Hvideberg (NOR) | 108e                   |
| 216                    | Florian Stork (GER)           | 57e                    |
| 217                    | Kevin Vermaerke (USA)         | AB                     |

| Team Jayco AlUla JAY | Team Jayco AlUla JAY       | Team Jayco AlUla JAY |
| -------------------- | -------------------------- | -------------------- |
| Num                  | Coureur                    | Pos                  |
| 221                  | Simon Yates (GBR)          | 5e                   |
| 222                  | Kevin Colleoni (ITA)       | AB                   |
| 223                  | Alessandro De Marchi (ITA) | 114e                 |
| 224                  | Eddie Dunbar (IRL)         | 106e                 |
| 225                  | Lucas Hamilton (AUS)       | 122e                 |
| 226                  | Chris Harper (AUS)         | 17e                  |
| 227                  | Filippo Zana (ITA)         | 79e                  |

| TotalEnergies TEN | TotalEnergies TEN       | TotalEnergies TEN |
| ----------------- | ----------------------- | ----------------- |
| Num               | Coureur                 | Pos               |
| 231               | Pierre Latour (FRA)     | 33e               |
| 232               | Jérémy Cabot (FRA)      | 49e               |
| 233               | Fabien Grellier (FRA)   | AB                |
| 234               | Valentin Ferron (FRA)   | AB                |
| 235               | Paul Ourselin (FRA)     | 50e               |
| 236               | Mattéo Vercher (FRA)    | AB                |
| 237               | Alexis Vuillermoz (FRA) | 94e               |

| Tudor Pro Cycling Team TUD | Tudor Pro Cycling Team TUD  | Tudor Pro Cycling Team TUD |
| -------------------------- | --------------------------- | -------------------------- |
| Num                        | Coureur                     | Pos                        |
| 241                        | Simon Pellaud (SUI)         | AB                         |
| 242                        | Jacob Eriksson (SWE)        | AB                         |
| 243                        | Nils Brun (SUI)             | 109e                       |
| 244                        | Arthur Kluckers (LUX)       | AB                         |
| 245                        | Sébastien Reichenbach (SUI) | 83e                        |
| 246                        | Yannis Voisard (SUI)        | 85e                        |
| 247                        | Hannes Wilksch (GER)        | 120e                       |